# 下平晃道
下平 晃道（しもひら あきみち、1973年 - ）は、日本の映像作家、イラストレーター。東京都出身。

## 作成作品一覧

### みんなのうた
- ◆は5分間1曲枠の楽曲。
- マカナアロハ 〜心からのおくりもの〜 / ChiyoTia（2020年6月・7月放送）